# Westerlund 1-75
Westerlund 1-75 ist ein Roter Überriese im Sternbild Altar. Er ist Teil des offenen Sternhaufens Westerlund 1, in dem noch drei weitere rote Überriesen, Westerlund 1-20, Westerlund 1-26 und Westerlund 1-237 bekannt sind.

## Eigenschaften
Die Entfernung zu Westerlund 1-75 wird mit 3,5 4,12 {\displaystyle _{-0,33}^{+0,66}} oder 4,35 (± 0,20) kpc angenommen; 3,5 bzw. 4,35 kpc entsprechen 11.415 bzw. 14.185 Lichtjahren. Der Stern wird in die Spektralklasse M4Ia eingeordnet. Seine Anfangsmasse wird auf 20 M☉ geschätzt, die sich durch Massenverlust verringert hat. Sein Alter dürfte bei 7,9 Mio. Jahren liegen.
Für seine effektive Oberflächentemperatur werden die folgenden Werte angegeben: 3600 bzw. 4000 (± 100) K. Für seine Leuchtkraft werden folgende Werte angegeben: 67.608 oder 120.000 L☉.

### Radius
Der Radius des Sterns kann mittels einer Formel, die auf dem Stefan-Boltzmann-Gesetz beruht, als ein Vielfaches des Sonnenradius R☉ bestimmt werden:
{\displaystyle {R}=\left({\frac {T_{\odot }}{T}}\right)^{2}{\sqrt {\frac {L}{L_{\odot }}}}\cdot {R_{\odot }}}
Mit den Werten für die effektive Oberflächentemperatur T☉ = 5772 und für die Leuchtkraft L☉ = 1 der Sonne sowie den entsprechenden, modellierten Werten T = 3600 und L = 67608 kann der Radius von Westerlund 1-75 mit 668,42 R☉ bestimmt werden.
Mit alternativen Werten von T = 4000 (± 100) und L = 1,20 (± 0,14) * 105 kann der Radius mit 722 (± 36) R☉ bestimmt werden.